# Lázaro Cárdenas 2.ª Sección
Lázaro Cárdenas 2.ª Sección es una localidad del municipio de Centro ubicado en la subregión centro del estado mexicano de Tabasco.

## Geografía
La localidad de Lázaro Cárdenas 2.ª Sección se sitúa en las coordenadas geográficas 17°58′46″N 93°02′00″O / 17.979444, -93.033333, a una elevación de 7 metros sobre el nivel del mar.

## Demografía
Según el Censo de Población y Vivienda 2020, efectuado por el Instituto Nacional de Estadística y Geografía, la localidad de Lázaro Cárdenas 2.ª Sección tiene 2,683 habitantes, de los cuales 1,313 son del sexo masculino y 1,370 del sexo femenino. Su tasa de fecundidad es de 2.14 hijos por mujer y tiene 712 viviendas particulares habitadas.
| Gráfica de evolución demográfica de Lázaro Cárdenas 2.ª Sección entre 1940 y 2020 |
|                                                                                   |
| INEGI.                                                                            |